# Aphoebantus cyclops
Aphoebantus cyclops är en tvåvingeart som beskrevs av Osten Sacken 1887. Aphoebantus cyclops ingår i släktet Aphoebantus och familjen svävflugor. Inga underarter finns listade i Catalogue of Life.